# Program Rozwoju Obszarów Wiejskich
Program Rozwoju Obszarów Wiejskich (PROW) (ang. Rural Development Program) – działania zawarte w ramach Wspólnej Polityce Rolnej, którego celem jest wzmacnianie stabilności społecznej, środowiskowej i gospodarczej obszarów wiejskich. Poprzez programy dąży się do zrównoważonego rozwoju obszarów wiejskich, realizując cele długoterminowe, w tym zwiększenie konkurencyjności rolnictwa i leśnictwa, zapewnienie zrównoważonego zarządzania zasobami naturalnymi, podejmowanie działań w dziedzinie klimatu oraz tworzenie i utrzymywanie miejsc pracy.
Program rozwoju obszarów wiejskich stanowi II filar WPR, określony w Wieloletnich Ramach Finansowych.

## Regulacje Unii Europejskiej w sprawie Programu Rozwoju Obszarów Wiejskich
Narzędziem rozwoju obszarów wiejskich w UE jest Program Rozwoju Obszarów Wiejskich (PROW) stanowiący drugi filar wspólnej polityki rolnej. Program realizowany jest w ramach Wieloletnich Ram Finansowych i umożliwia władzom krajowym, regionalnym i lokalnym opracowanie własnych wieloletnich programów rozwoju obszarów wiejskich. Program finansowany jest ze środków Europejskiego Funduszu Rolnego na rzecz Rozwoju Obszarów Wiejskich i funduszy regionalnych lub krajowych.
W rozporządzeniu Rady UE z 1999 r. stwierdzono, że działania na rzecz rozwoju obszarów wiejskich są zintegrowane z działaniami promującymi rozwój i dostosowanie strukturalne regionów opóźnionych w rozwoju oraz towarzyszą działaniom wspierającym gospodarcze i społeczne przekształcenie obszarów stojących w obliczu trudności strukturalnych.
Polityka rozwoju obszarów wiejskich ma brać pod uwagę realia i dalsze zmiany w zakresie ewolucji rynku, polityki rynkowej i zasad handlu, wymagań i preferencji konsumentów. Zmiany wpływają nie tylko na rynki rolne, ale także ogólnie na lokalne gospodarki obszarów wiejskich. Polityka rozwoju obszarów wiejskich ma na celu przywrócenie oraz podniesienie konkurencyjności obszarów wiejskich oraz bierze udział w utrzymaniu i tworzeniu nowych miejsc pracy na terenach wiejskich.

## Program Rozwoju Obszarów Wiejskich 2000–2006
Wsparcie rozwoju obszarów wiejskich, związane z działalnością gospodarki rolnej i jej przekształceniem, dotyczyło:
- poprawy struktur gospodarstw rolnych i struktur służących przetwarzaniu i wprowadzaniu do obrotu produktów rolnych,
- przekształcenia i reorientacji potencjału produkcji rolniczej, wprowadzenia nowych technologii i poprawy jakości produktów,
- zachęcania do prowadzenia produkcji innej niż produkcja żywności,
- zróżnicowania działalności w celu wprowadzenia uzupełniających bądź alternatywnych form działalności,
- utrzymania i wzmocnienia żywych struktur społecznych na obszarach wiejskich,
- rozwoju działalności gospodarczej, utrzymania i tworzenia miejsc pracy w celu zapewnienia lepszego wykorzystania istniejącego potencjału,
- poprawy warunków pracy i życia,
- utrzymania i promocji niskonakładowych systemów gospodarki rolnej, zachowania i promocji wysokiej wartości przyrody oraz zrównoważonego rolnictwa respektującego wymagania w dziedzinie ochrony środowiska naturalnego,
- zlikwidowania nierówności i promocji równych szans dla kobiet i mężczyzn, w szczególności poprzez wspieranie projektów zainicjowanych i wdrażanych przez kobiety[1].

### Uzupełnienie rozporządzenia Rady (WE) z 1999 r. w związku z przyjęciem nowych państw członkowskich
W 2004 r. ukazały się szczególne przepisy dla nowych państw członkowskich. Regulacje dotyczyły następujących krajów: Republiki Czeskiej, Estonii, Cypru, Łotwy, Litwy, Węgier, Malty, Polski, Słowenii i Słowacji.
Wsparcie Wspólnoty w nowych państwach członkowskich na lata 2004–2006 obejmowało następujące działania:
- gospodarstwa niskotowarowe;
- zgodności ze standardami wspólnotowymi;
- grupy producentów;
- pomoc techniczną;
- uzupełnienie płatności bezpośrednich.

Wymienione działania finansowane były z Sekcji Gwarancji Europejskiego Funduszu Orientacji i Gwarancji Rolnej. Wsparcie wspólnotowe na rzecz środków typu LEADER finansowane było z Sekcji Orientacji EFOGR.

## Program Rozwoju Obszarów Wiejskich 2007-2013
W rozporządzeniu Parlamentu Europejskiego i Rady UE z 2005 r. ustanowiono, że polityka rozwoju obszarów wiejskich ma przyczyniać się do wspierania zrównoważonego rozwoju obszarów wiejskich na terytorium całej Wspólnoty. Polityka rozwoju obszarów wiejskich powinna towarzyszyć polityce wsparcia rynku i dochodów w ramach wspólnej polityki rolnej. Polityka rozwoju obszarów wiejskich powinna również uwzględniać ogólne cele polityki spójności gospodarczej i społecznej określone w Traktacie o Funkcjonowaniu Unii Europejskiej oraz przyczyniać się do ich osiągnięcia.
Polityka rozwoju obszarów wiejskich kształtowana była w świetle reformy wspólnej polityki rolnej z 2003 r., która wprowadziła zasadnicze zmiany. Zmiany obejmowały przekształcenie struktury produkcji rolnej, sposoby gospodarowania gruntami, zatrudnienie, warunki społeczne i ekonomiczne na obszarach wiejskich.

### Cele Programu Rozwoju Obszarów Wiejskich w latach 2007–2013
Wsparcie rozwoju obszarów wiejskich przyczynia się do osiągnięcia następujących celów:
- poprawy konkurencyjności rolnictwa i leśnictwa poprzez wspieranie restrukturyzacji, rozwoju i innowacji;
- poprawy środowiska naturalnego i terenów wiejskich poprzez wspieranie gospodarowania gruntami;
- poprawy jakości życia na obszarach wiejskich oraz popierania różnicowania działalności gospodarczej[3].

### Strategie krajowe Programu Rozwoju Obszarów Wiejskich na lata 2007–2013
Każdy kraj członkowski był zobowiązany był opracować plan strategiczny programu rozwoju obszarów wiejskich, który obejmował:
- ocenę sytuacji gospodarczej, społecznej i środowiska naturalnego oraz potencjału rozwoju;
- strategię wybraną dla wspólnego działania Wspólnoty i danego Państwa Członkowskiego, wykazującą spójność dokonanych wyborów ze strategicznymi wytycznymi Wspólnoty;
- priorytety tematyczne i terytorialne dla rozwoju obszarów wiejskich w ramach każdej osi, w tym wyrażone ilościowo główne cele oraz odpowiednie wskaźniki monitorowania i oceny;
- wykaz programów rozwoju obszarów wiejskich, za pomocą których wdrażany jest krajowy plan strategiczny oraz orientacyjny przydział środków z EFFROW dla każdego programu;
- środki mające na celu zapewnienie koordynacji z innymi instrumentami wspólnej polityki rolnej;
- w odpowiednich przypadkach budżet dla osiągnięcia celu konwergencji;
- opis rozwiązań oraz wskazanie kwoty przeznaczonej na utworzenie krajowej sieci obszarów wiejskich[3].

## Program Rozwoju Obszarów Wiejskich 2014–2020

### Program Rozwoju Obszarów Wiejskich według regulacji z 2013 r. w perspektywie finansowej 2014–2020
W rozporządzeniu Parlamentu Europejskiego i Rady UE z 2013 r. ustanowiono, że poprzez środki na program rozwoju obszarów wiejskich kraje członkowskie wnoszą wkład do strategii „Europa 2020”. Rozwój obszarów wiejskich powinien być bardziej zrównoważony terytorialnie i środowiskowo, przyjazny dla klimatu i odporny na jego zmianę oraz konkurencyjny i innowacyjny.

### Strategiczne cele Programu Rozwoju Obszarów Wiejskich w latach 2014–2020
Przyjęto następujące strategiczne cele programu rozwoju obszarów wiejskich:
- wspieranie konkurencyjności rolnictwa;
- zapewnienie zrównoważonego zarządzania zasobami naturalnymi oraz działania w dziedzinie klimatu;
- osiągnięcie zrównoważonego rozwoju terytorialnego wiejskich gospodarek i społeczności, w tym tworzenie i utrzymywanie miejsc pracy[6].

### Priorytety unijne w zakresie rozwoju obszarów wiejskich
Przyjęte cele znalazły odzwierciedlenie w sześciu priorytetach UE dotyczących polityki rozwoju obszarów wiejskich na lata 2014–2020:
- wspieranie transferu wiedzy w rolnictwie i leśnictwie oraz na obszarach wiejskich;
- poprawa konkurencyjności wszystkich rodzajów gospodarki rolnej i zwiększenie rentowności gospodarstw rolnych;
- promowanie organizacji łańcucha żywnościowego i zarządzanie ryzykiem w rolnictwie;
- odtwarzanie, ochrona i wzmacnianie ekosystemów zależnych od rolnictwa i leśnictwa;
- promowanie efektywnego gospodarowania zasobami i wspieranie przechodzenia na gospodarkę niskoemisyjną i odporną na zmianę klimatu w sektorach rolnym, spożywczym i leśnym;
- wspieranie integracji społecznej, zmniejszania ubóstwa i rozwoju gospodarczego na obszarach wiejskich[6].

### Przedłużenie funkcjonowania Programów Rozwoju Obszarów Wiejskich na lata 2021–2022
W rozporządzeniu Parlamentu Europejskiego i Rady UE z 2020 r. stwierdzono, że procedura ustawodawcza odnosząca się do WPR 2021–2027 nie została zakończona w ustalonym terminie. Opóźnienie stworzyło niepewność i ryzyko dla unijnych rolników oraz dla całego sektora rolnego Unii Europejskiej. Aby zmniejszyć tę niepewność oraz utrzymać witalność obszarów i regionów wiejskich, rozporządzenie zapewnia dalsze stosowanie przepisów obecnych ram WPR stosowanych w latach 2014–2020. Regulacje zostały wprowadzone na okres przejściowy obejmujący lata 2021 i 2022 i trwać będą do rozpoczęcia nowych ram prawnych (1 stycznia 2023 r.). Unia będzie kontynuować udzielanie wsparcia w okresie przejściowym na warunkach wynikających z ram Programu Rozwoju Obszarów Wiejskich na lata 2014–2020, które zostały ustanowione w rozporządzeniu Parlamentu Europejskiego i Rady UE z 2013 r.

## Plan Strategiczny Wspólnej Polityki Rolnej 2023-2027
Od 2023 r. wszystkie nowe działania w zakresie rozwoju obszarów wiejskich zostały włączone do krajowych Planów Strategicznych WPR. Każdy plan krajowy oparty został na kluczowych celach społecznych, środowiskowych i gospodarczych dla rolnictwa, leśnictwa i obszarów wiejskich UE. Program rozwoju obszarów wiejskich ma zapewnić utrzymaniu funkcjonowania rynku wewnętrznego i równych warunków działania dla rolników w ramach Unii Europejskiej. Wsparcie finansowe służy dalszej poprawie zrównoważonego rozwoju rolnictwa, żywności i obszarów wiejskich oraz przyczynia się do osiągnięcia celów ogólnych w dziedzinie, gospodarki, środowiska i kwestii społecznych. Plan strategiczny WPR obejmuje w jednym akcie prawnym zarówno I filar WPR związany z płatnościami bezpośrednimi i interwencją na rynkach rolnych oraz II filar WPR skierowany na wspieranie rozwoju obszarów wiejskich.

### Cele ogólne Planów Strategicznych WPR
Według rozporządzenia PE i Rady z 2021 r. w sprawie wsparcia planów strategicznych w ramach WPR przyjęto cele ogólne oraz cele szczegółowe.
Wśród celów ogólnych wymieniono:
- wspieranie inteligentnego, konkurencyjnego, odpornego i zróżnicowanego sektora rolnictwa zapewniającego długoterminowe bezpieczeństwo żywnościowe;
- wspieranie i wzmacnianie ochrony środowiska, w tym różnorodności biologicznej, oraz działań w dziedzinie klimatu oraz przyczynianie się do realizacji unijnych celów związanych ze środowiskiem i klimatem;
- umacnianie struktury społeczno-ekonomicznej obszarów wiejskich.

### Cele szczegółowe Planów Strategicznych WPR
Cele szczegółowe obejmują następujące zagadnienia:
- wspieranie godziwych dochodów gospodarstw i odporności sektora rolnictwa w całej Unii w celu zwiększenia długoterminowego bezpieczeństwa żywnościowego oraz różnorodności w rolnictwie, a także zapewnienia zrównoważoności ekonomicznej produkcji rolnej w Unii;
- zwiększenie zorientowania na rynek i konkurencyjności gospodarstw, zarówno w perspektywie krótkoterminowej, jak i długoterminowej, w tym większe ukierunkowanie na badania naukowe, technologię i cyfryzację;
- poprawa pozycji rolników w łańcuchu wartości;
- przyczynianie się do łagodzenia zmiany klimatu i przystosowywania się do niej, w tym poprzez redukcję emisji gazów cieplarnianych i zwiększenie sekwestracji węgla, a także promowanie zrównoważonej energii;
- wspieranie zrównoważonego rozwoju zasobów naturalnych, takich jak woda, gleba i powietrze, i wydajnego gospodarowania nimi, w tym poprzez ograniczanie uzależnienia od środków chemicznych;
- przyczynianie się do powstrzymania utraty różnorodności biologicznej i odwrócenia tego procesu, wzmacnianie usług ekosystemowych oraz ochrona siedlisk i krajobrazu;
- przyciąganie i utrzymanie młodych rolników i nowych rolników oraz ułatwianie rozwoju zrównoważonej działalności gospodarczej na obszarach wiejskich;
- promowanie zatrudnienia, wzrostu, równości płci, w tym udziału kobiet w rolnictwie, włączenia społecznego i rozwoju lokalnego na obszarach wiejskich, w tym biogospodarki o obiegu zamkniętym i zrównoważonego leśnictwa;
- poprawa reagowania rolnictwa Unii na potrzeby społeczne dotyczące żywności i zdrowia, w tym w zakresie żywności wysokiej jakości, bezpiecznej, bogatej w składniki odżywcze i produkowanej w zrównoważony sposób, w zakresie zmniejszenia marnowania żywności, zwiększenia dobrostanu zwierząt i zwalczania oporności na środki przeciwdrobnoustrojowe.

### Finansowanie Planów Strategicznych WPR
W rozporządzenie PE i Rady (UE) z 2021 r. w sprawie finansowania wspólnej polityki rolnej, zarządzania nią i jej monitorowania stwierdzono, że finansowanie Wspólnej Polityki Rolnej w ramach Planów Strategicznych odbywa się poprzez dwa Fundusze:
- Europejski Fundusz Rolniczy Gwarancji (EFRG) związany został z płatnościami bezpośrednimi i rynkami rolnymi;
- Europejski Fundusz Rolny na rzecz Rozwoju Obszarów Wiejskich (EFRROW), finansuje wkład finansowy Unii na rzecz interwencji związanych z rozwojem obszarów wiejskich.

Wydatki w zakresie rozwoju obszarów wiejskich (EFRROW) wykonywane są w ramach zarządzania dzielonego przez państwa członkowskie i Unię Europejską.